# Camiel Schuermans
Camiel Schuermans (1868 - 15 december 1944) was een Belgisch brouwer en burgemeester van Kortenberg. 

## Levensloop
Samen met zijn broer Eugène was Schuermans brouwer in een plaatselijke brouwerij. In 1903 werd hij gemeenteraadslid in zijn gemeente voor de Katholieke Partij. In 1911 werd hij eerste schepen, tijdens de Eerste Wereldoorlog fungeerde hij als plaatsvervangend burgemeester na de arrestatie en daaropvolgende vlucht van burgemeester Felix Vrebos. In 1921 werd hij de burgemeester van Kortenberg, een mandaat dat hij tot zijn overlijden in 1944 zou opnemen.